# Билалов, Зуфар Зиятдинович
 Зуфа́р Зиятди́нович Била́лов (тат. Зөфәр Зыятдин улы Билалов, род. 5 января 1966, Большая Елга, Татарская АССР) — российский татарский эстрадный певец. Народный артист Республики Татарстан — 2009 год. Многократный обладатель премий «Алтын Барс» («Татар җыры») и «Болгар радиосы».

## Биография
Минзуфар Билалов родился 5 января 1966 года в селе Большая Елга Рыбно-Слободского района Татарской АССР.
Окончил Казанскую государственную академию культуры и искусств (хоро-дирижёрское отделении). В начале 1990-х годов учился в Казанской государственной консерватории по классу Вокал.
Во время учебы в академии в 1986 году Зуфар Билалов стал участником ансамбля татарской песни «Иделкаем» (тат. Иделкәем). Солисткой ансамбля была в то время студентка академии Зайнап Фархетдинова.
В 1988 году состоялась их свадьба. Одними из первых после свадьбы были гастроли в Азнакаевском районе Татарстана, на родине певицы. С этого времени зародился творческий, семейный дуэт Зайнаб Фархетдинова — Зуфар Билалов. На концертах артисты выступают как в дуэте (баритон и сопрано), так и сольно.
В 1989 году ансамбль «Иделкаем» (тат. Иделкәем) участвовал в конкурсе «Татарская эстрада — 89» и стал его лауреатом.
Широкая гастрольная деятельность артистов началась в 1992 году с концертов в Казани, городах Татарстана и Башкортостана, во многих регионах Российской Федерации. Ежегодно проходят гастрольные туры по городам Западной Сибири, Урала, Поволжья, в Москве и Санкт-Петербурге.
12 июня 1999 года Зуфару Билалову присвоено звание Заслуженного артиста Республики Татарстан. 26 июня 2009 года — Народного артиста Республики Татарстан.
Зуфар Билалов — многократный участник и лауреат ежегодного международного эстрадного фестиваля татарской песни «Татар жыры» (тат. Татар Җыры), обладатель памятных статуэток «Алтын Барс».

## Семья
Женат на Народной артистке Республики Татарстан Зайнаб Фархетдиновой (1988 год). В семье — два сына.

## Награды и звания
- Лауреат конкурса «Татарская эстрада 89»[1]
- Заслуженный артист Республики Татарстан — 12 июня 1999 года[1]
- Народный артист Республики Татарстан — 26 июня 2009 года[1]
- Почетный гражданин города Стерлитамак Республики Башкортостан
- Почетный гражданин города Агрыз Республики Татарстан
- Почетный гражданин Рыбно-Слободского района Республики Татарстан
- Награждён медалью 1000-летие Казани

## Эстрадный репертуар
В репертуаре Зуфара Билалова вокальные произведения композиторов Республики Татарстана, Республики Башкортостана, татарские народные песни: «Безнең авыл», «Чияле», «Минутларны мик саныйсын?», «Кайткан чакта», «Җаныем-бәгырем», «Ямщик җыры», "Ак калфак", "Җанкай җанаш" и другие; песни на собственные мелодии: «Мин нишләрмен сине югалтсам», «Әткэй-Әнкэй», «Эх, корт чаккан дөньясы», «Үпкәләмә», и др.

В репертуаре Зуфара Билалова более 350 песен на татарском языке, десятки из них вошли в золотой фонд татарской эстрадной музыки. Также репертуар артиста включает в себя песни на башкирском и русском языках.

## Дискография

### Видеография
- Первый сольный концерт (VHS) 1995 год
- Программа тат. «Бергә булыйк» (VHS) 1995 год
- Программа тат. «Мәхәббәт күпере» (VHS) 1996 год
- Программа тат. «Сынмасын сабыр канатың» (VHS) 1997 год
- Программа тат. «Безнең күңелләр» (VHS) 1998 год
- Программа тат. «Ак майларда – ак вәгъдәләр» (VHS) 1999 год
- Программа тат. «Эх, дөньясы» (VHS) 1999 год
- Программа (VHS) 2001 год
- Программа тат. «Янымда син булсаң» (VHS) 2001 год
- Программа тат. «Мәңге бер моң» (VHS) 2002 год
- Программа тат. «Гомеремнең җәй уртасы» (VHS) 2002 год
- Программа тат. «Саумысыз» 2003 год
- Программа тат. «Кабатланмас бу гомер» (DVD) 2004 год
- Программа тат. «Син миңа кирәк» 15 лет творческой деятельности (DVD) 2006 год
- Программа тат. «Сынмасын хыял канатлары» (DVD) 2009 год
- Программа тат. «Мәхәббәт хакына, мәхәббәт хакында» (DVD) 2010 год
- Программа тат. «20 ел сәхнәдә» (DVD) 2013 год
- «Зуфар+Зайнап 45 лучших клипов» (DVD)
- Программа тат. «Синең өчен» 2017 год

### Аудио, лазерные диски CD и MP3
- тат. «Бергә булыйк» 1995 год
- тат. «Эх, дөньясы» (CD) 1999 год
- тат. «Парлы җырлар» (CD) 2000 год
- тат. «Янымда син булсаң» (CD) 2001 год
- тат. «Саумысыз» (CD) 2003 год
- «5 в 1» (mp3) 2003 год
- тат. «Кабатланмас бу гомер» (CD) 2004 год
- тат. «Син миңа кирәк» 15 лет творческой деятельности (CD) 2006 год
- тат. «Сынмасын хыял канатлары» (CD) 2009 год
- тат. «Иң яхшы җырлар» 2009 год (MP3)
- тат. «Мәхәббәт хакына, мәхәббәт хакында» (MP3) 2010 год
- тат. «Татарский дуэт Зайнап-Зуфар. Лучшие песни» (MP3)
- тат. «20 ел сәхнәдә» (CD) 2013 год
- тат. «Күңелдә моңнарны яңартып!» (MP3) 2016 год
- тат. «Синең өчен» (CD) 2017 год